# Cañete la Real (kommunhuvudort)
Cañete la Real är en kommunhuvudort i Spanien.   Den ligger i provinsen Provincia de Málaga och regionen Andalusien, i den södra delen av landet, 400 km söder om huvudstaden Madrid. Cañete la Real ligger 747 meter över havet och antalet invånare är 2 069.
Terrängen runt Cañete la Real är lite kuperad. Runt Cañete la Real är det ganska glesbefolkat, med 27 invånare per kvadratkilometer. Närmaste större samhälle är Campillos, 17,9 km nordost om Cañete la Real. Trakten runt Cañete la Real består till största delen av jordbruksmark.